# День национального костюма
День национального костюма (баш. Милли кейем көнө) — день, посвященный национальному костюму народов Республики Башкортостан. С 2020 года отмечается ежегодно в третью пятницу апреля и во вторую пятницу сентября. 

## История
День национального костюма официально отмечается с 2020 года по Указу Главы Республики Башкортостан Радия Хабирова. Основной целью этой даты является сохранение и развитие национальной культуры народов региона.

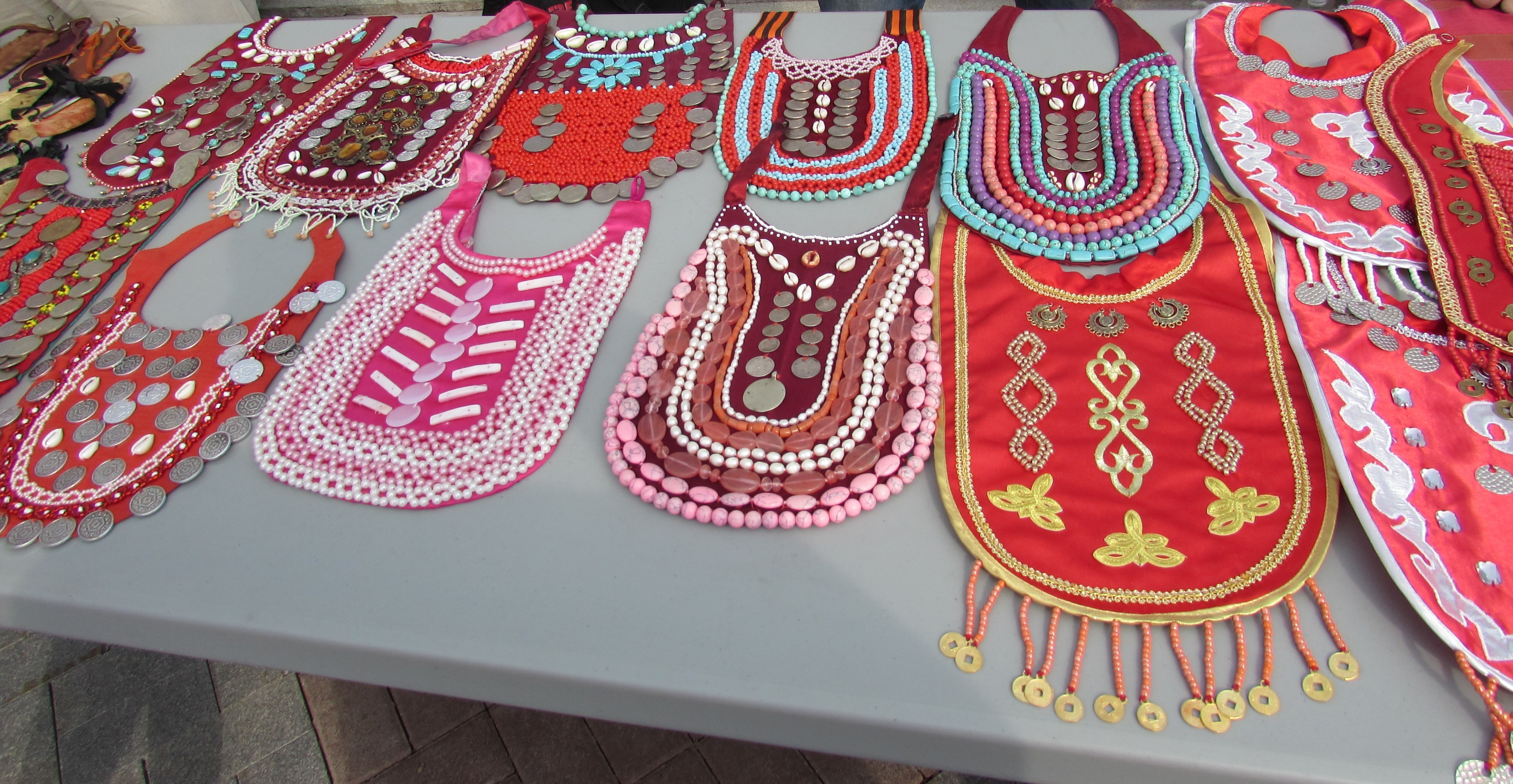
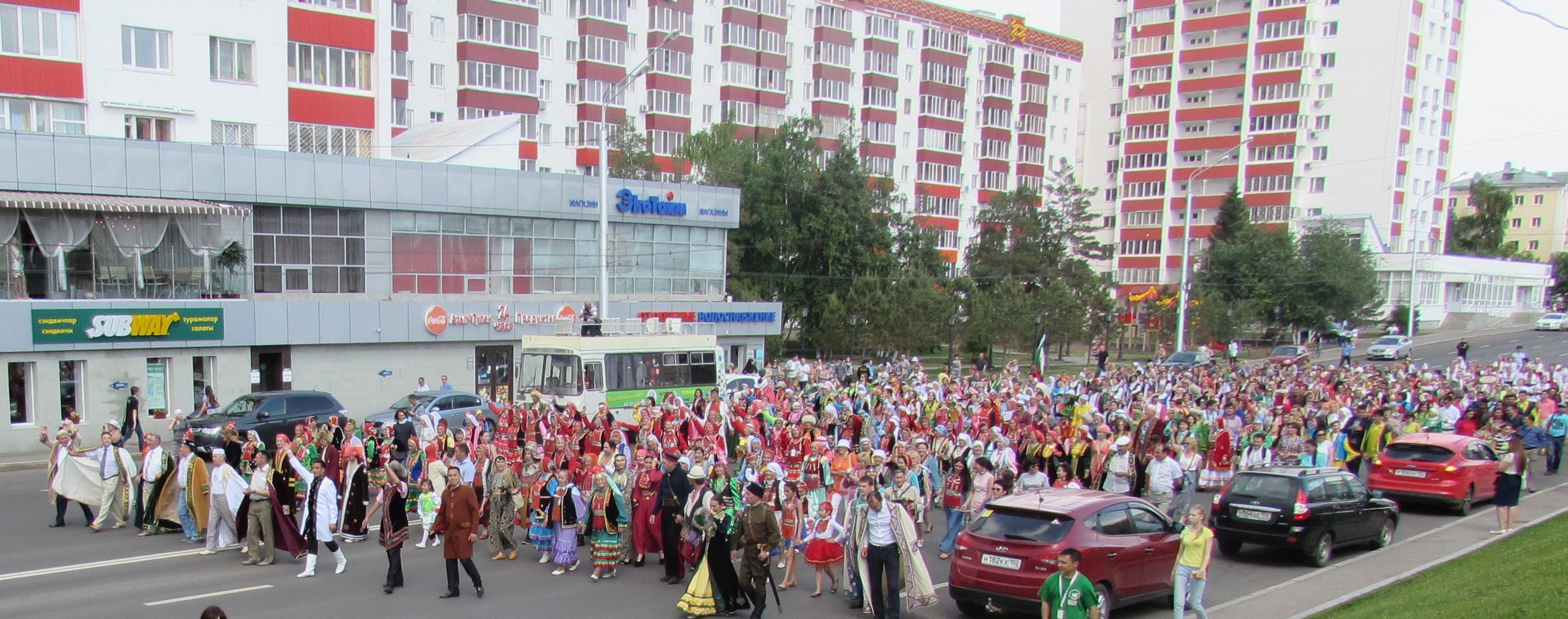
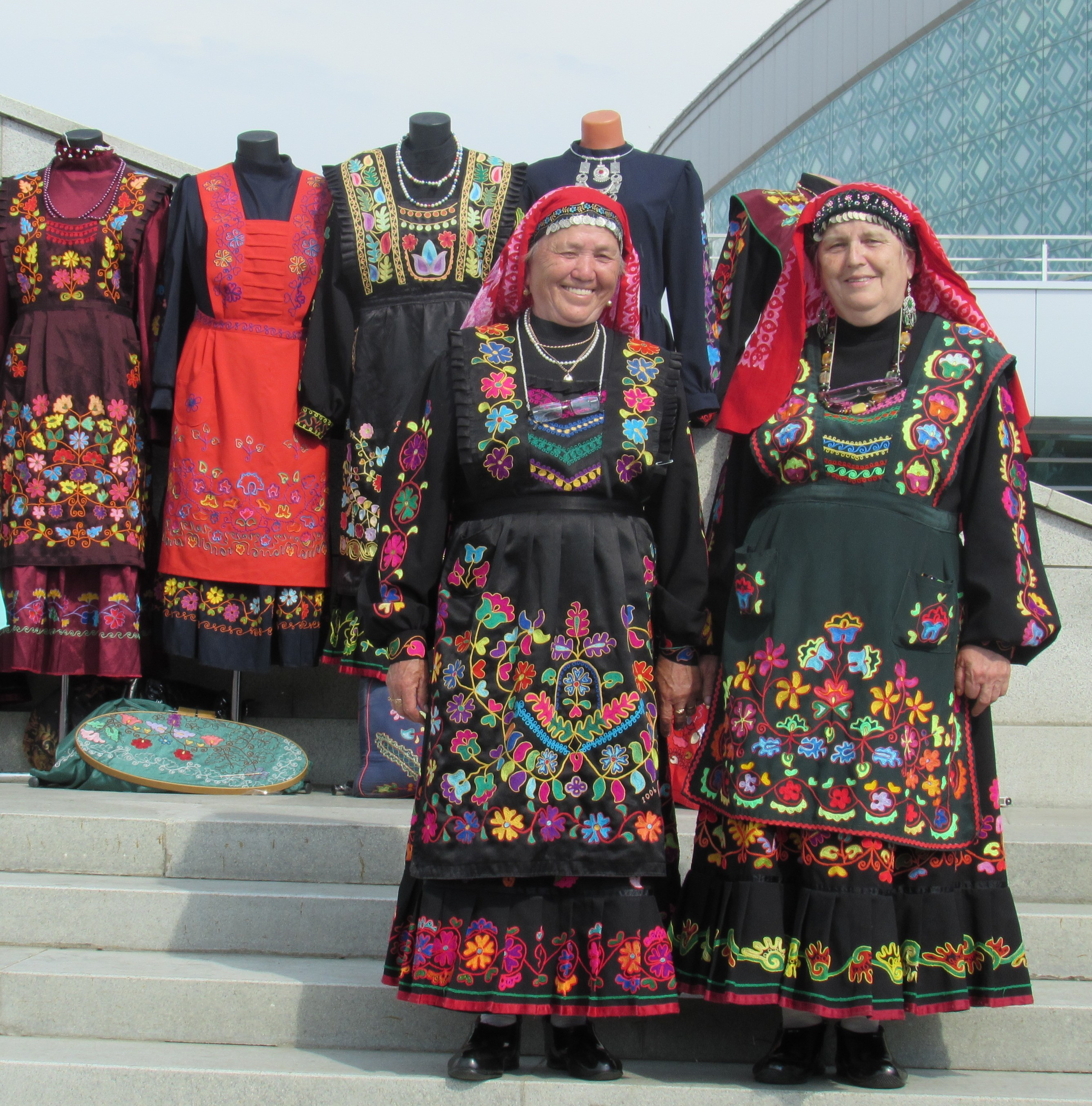
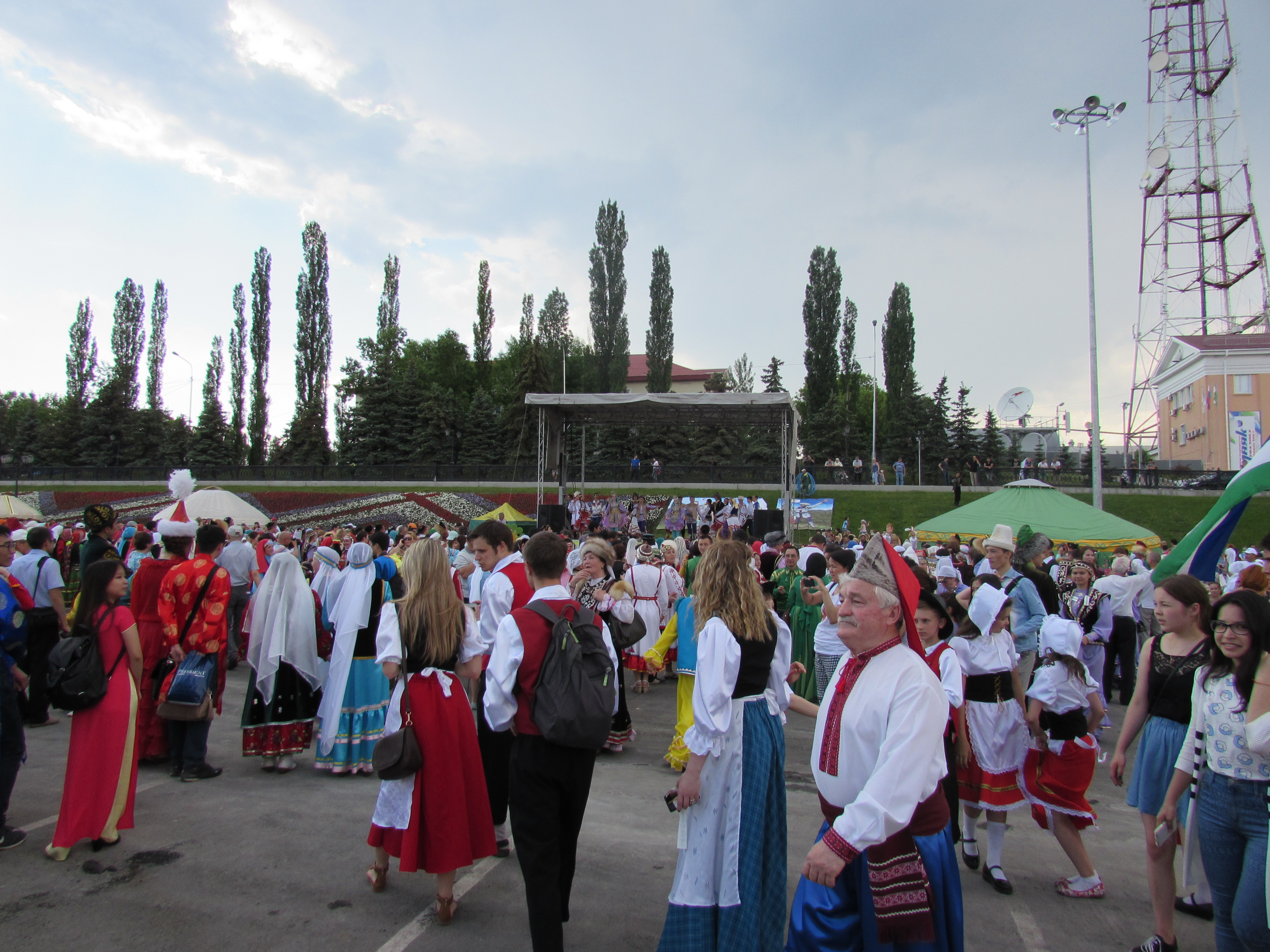
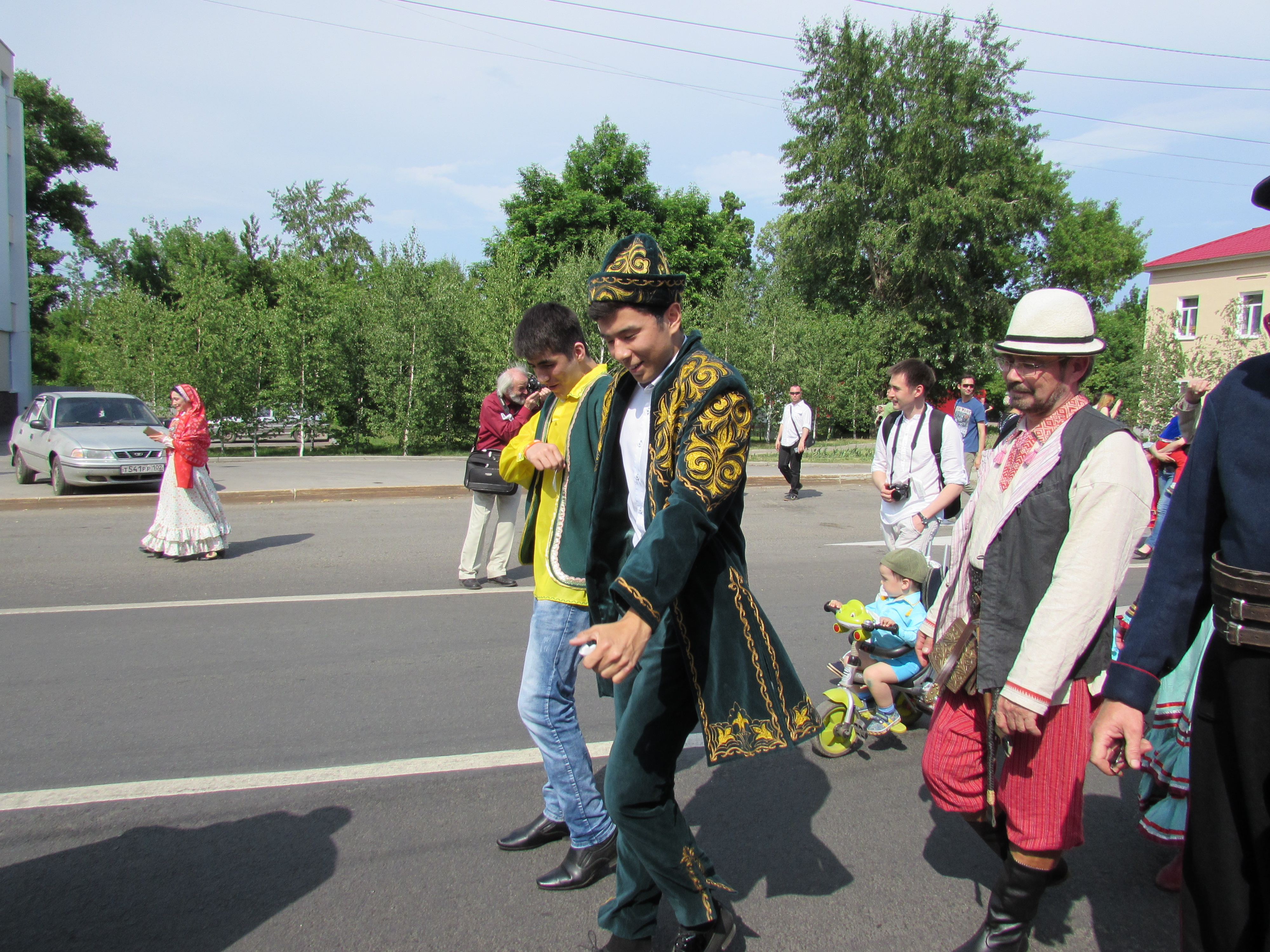
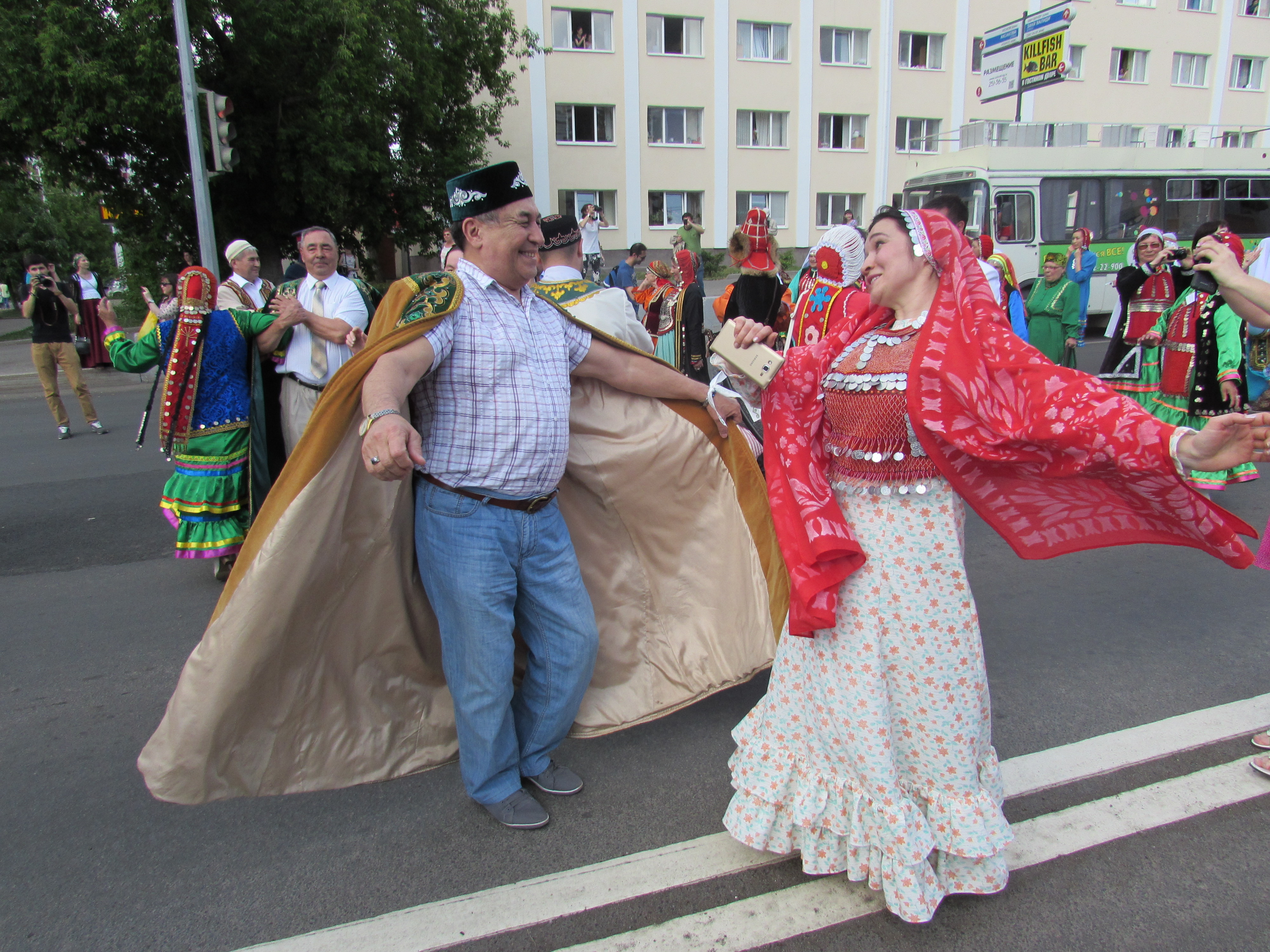
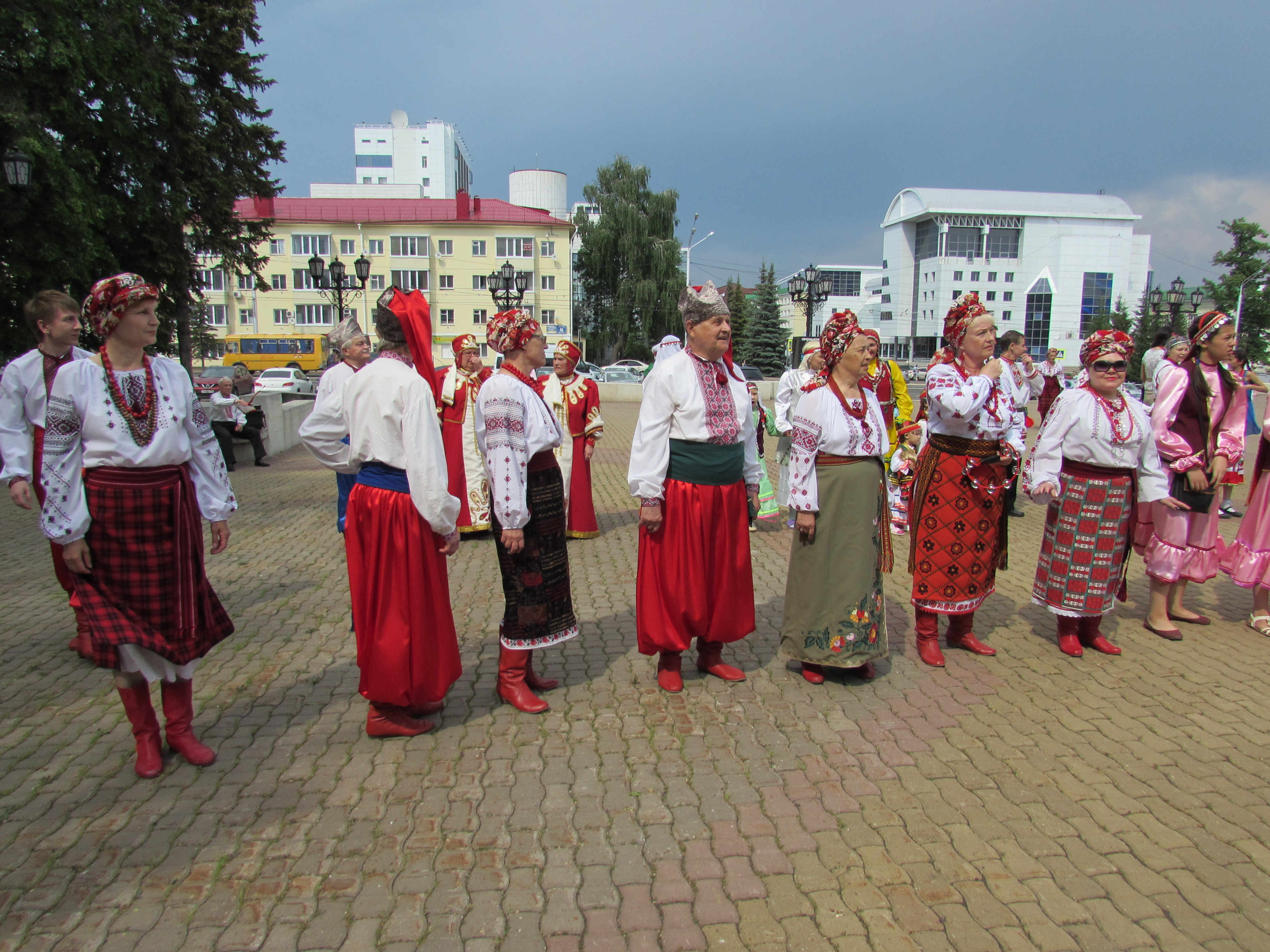
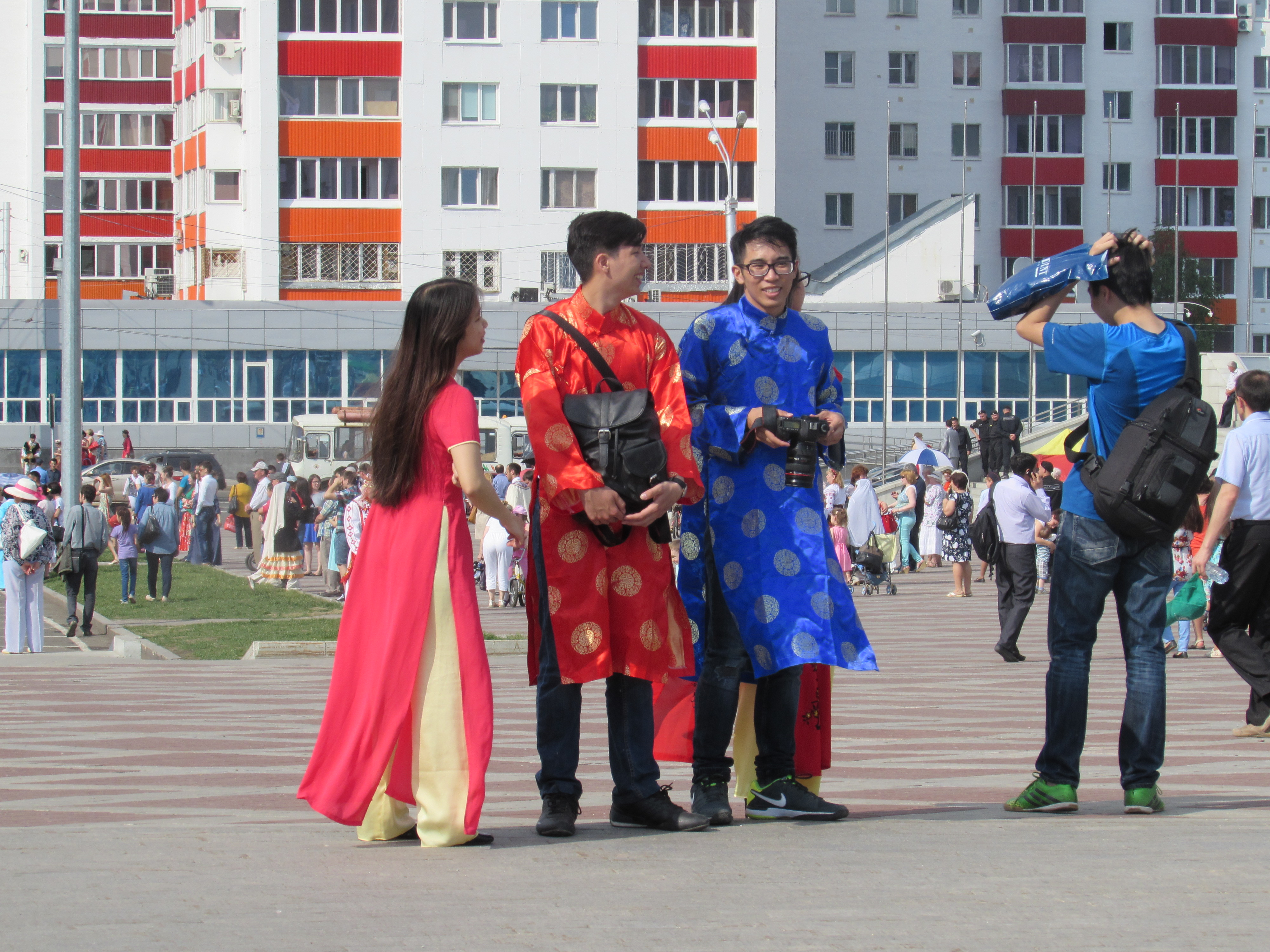

28 мая 2016 года в рамках Международного фестиваля искусств «Сердце Евразии» проходит республиканский праздник национального костюма. Изначально он планируется как праздник башкирской национальной одежды, в итоге становится праздником национального костюма всех народов, проживающих в республике. После этого День национального костюма ежегодно включается в программу фестиваля «Сердце Евразии». В рамках фестиваля, в 2023 году, в амфитеатре парка «Ватан» проходит флешмоб национальной одежды и хоровод. Основатель Книги рекордов России и главный редактор Станислав Коненко зарегистрировал его как «Самый большой хоровод в национальных костюмах мира», где участвовали 2834 человека. Они собрались из 54 районов и 9 городов Башкортостана. Так же их поддержали участники проходившего в эти дни X форума Россия- Беларусь: гости из Минской, Гомельской, Брестской, Витебской, Могилевской областей Беларуси, Иркутской, Ульяновской областей и Республики Саха РФ. Вместе они создали 20 кругов.
После официального обоснования, праздник стал отмечаться шире и с размахом, стал показателем внимания и уважения традициям и обычаям представителей более 160-ти народов и национальностей республики. В этот день проходят различные мероприятия, мастер-классы по шитью национального костюма и изготовлению национальных украшений. Организовывается показ старинных образцов национальной одежды.
По всей республике проводятся флешмобы. В ходе акции «Учусь в национальной одежде», в школы, дошкольные образовательные учреждения учащиеся и учителя приходят в национальной одежде. Проведенные в этот день мероприятия порождают в детях интерес к культуре, традициям своего народа, вызывают чувство гордости.
В последние годы национальной одежде, национальной атрибутике в современных костюмах уделяется серьёзное внимание. Государственным деятелям Башкортостана предлагается носить деловой национальный костюм. Его описание утверждено постановлением Главы Республики в правовом информационном портале.
День национального костюмя входит в число региональных праздников наряду с Днём курая, Днём башкирского танца и Днём башкирского языка, способствуя формированию культурного самосознания народа.